# カンバート湾
座標: 北緯21度30分 東経72度30分 / 北緯21.500度 東経72.500度
カンバート湾（ヒンディー語: खंभात की खाड़ी Khambhāt kī khāṛī, 英語: Gulf of Khambhat）、カンバト湾、またはカンベイ湾（कैंबे की खाड़ी, Gulf of Cambay）はインドのグジャラート州にある、アラビア海の湾。
長さ約200km、幅は約20km（北部）から70km（南部）である。主な流入河川はナルマダー川、タプティ川、マヒ川、サバルマティ川。
湾はカーティヤーワール半島とグジャラート州南東部とを隔てている。
湾を横切る、長さ30kmのダムを建設する計画がある。